# Frontière entre la France et la Nouvelle-Zélande
La frontière entre la France et la Nouvelle-Zélande est intégralement maritime et est située dans l'océan Pacifique. Elle délimite les zones maritimes d'une part des îles Wallis-et-Futuna et des Tokelau, et d'autre part celles de la Polynésie française et des îles Cook.

## Îles Cook - Polynésie française
La limite entre les îles Cook et la Polynésie française est définie par la convention de délimitation maritime entre le gouvernement de la République française et le gouvernement des îles Cook, signée le 3 août 1990 à Rarotonga.
La limite définie par la convention est une succession de routes loxodromiques reliant les 8 point suivants, en approximation de la ligne équidistante des deux territoires :
1. 15° 52′ 08″ S, 158° 07′ 41″ O
2. 16° 24′ 18″ S, 157° 52′ 07″ O
3. 17° 19′ 06″ S, 157° 14′ 45″ O
4. 18° 20′ 44″ S, 156° 02′ 31″ O
5. 18° 55′ 11″ S, 155° 10′ 28″ O
6. 19° 15′ 26″ S, 154° 48′ 20″ O
7. 21° 24′ 20″ S, 156° 19′ 23″ O
8. 24° 53′ 40″ S, 156° 08′ 33″ O

Au total, cette frontière mesure environ 1 195 km, soit 645 milles marin.

## Wallis-et-Futuna et Tokelau
Le 1er avril 1980, la zone économique exclusive de Tokelau est proclamée et Tokelau établit ses frontières maritimes avec les États-Unis (Samoa américaines) le 2 décembre de la même année.
La limite entre les Tokelau et Wallis-et-Futuna est définie par la convention de délimitation maritime entre le gouvernement de la République française et le gouvernement de Nouvelle-Zélande, signée le 30 juin 2003 à Atafu.
La limite définie par la convention est une succession de routes loxodromiques reliant les 3 point suivants, en approximation de la ligne équidistante des deux territoires :
1. 10° 56′ 20″ S, 174° 16′ 45″ O
2. 10° 41′ 04″ S, 174° 36′ 14″ O
3. 9° 53′ 03″ S, 175° 36′ 58″ O